# Львів'янки (тріо бандуристок)
«Львів'янки» — тріо бандуристок Львівської консерваторії.
Перші кроки тріо починалися у 1973 році у Львівському музичному училищі з сестрами Олею та Оксаною Герасименко та Олею Войтович. Згодом всі учасниці продовжили навчання у Львівській консерваторії. Батько Оксани та Олі — відомий майстер та творець концертних бандур, львівського та харківського типу, професор Василь Герасименко. В репертуарі тріо були народні та авторські пісні, у тому числі три пісні Володимира Івасюка. Дві з них прозвучали в телепередачі ще за його життя. Це «Стоїть пшениця, як Дунай» та «Далина». А третя — «Калина приморожена» — готувалася до наступної програми, але її не судилося здійснити, бо життя композитора трагічно обірвалося… Пісня прозвучала у програмі тріо на Львівському телебаченні «Дзвени, бандуро!» (трансляція відбулася 23 жовтня 1979 року). «Львів'янки» були першими виконавицями цих трьох пісень. Володимир Івасюк зробив аранжування, але не втручався в процес запису.
З закінченням навчання почалися закордонні поїздки: до Польщі, протягом жовтня-листопада 1979 року — до В'єтнаму, у 1980 році — до Японії. У 1980 році Оксана виходить заміж, чекає на дитину, до тріо їй на заміну приходить Світлана Оліщук. І до Іспанії в 1981 році вони поїхали таким складом: Оля, Оля і Світлана замість Оксани. У такому складі в 1983 році тріо їде до Німеччини. Але у Світлани Оліщук голос не підходив до тріо, тож її замінила Люба Олендій. Взагалі ті роки були позначені не тільки закордонними, але й постійними поїздками по областях України та СРСР у складі гастрольних студентських бригад, тож тріо завжди було потрібне і воно існувало в різних складах. В 1985 році у складі Олі Герасименко, Люби Олендій та Марії Вислоцької тріо їде до Ефіопії, у 1986 — до Філіппін.
Останній склад тріо був — Оля Войтович, Христина Маковська та Оля Герасименко. Таким складом в 1991 році вони організували поїздку по США, де й записали матеріал для касети, яку згодом фірма «Євшан» переробила на компакт-диск.
Шляхи учасниць тріо розійшлися. В Америці у Сакраменто живе і виступає зі своїм чоловіком Юрієм Оля Герасименко (тепер Олійник). Композиторка і музикантка Оксана Герасименко живе і працює у Львові, веде клад бандури у Львівському Вищому Музичному інституті імені Лисенка. У 1999 році відбувся сольний концерт до 25-річчя її творчої діяльності. Оля Войтович живе у Неварку (США), часом виступає зі своїм чоловіком Михайлом. Люба Олендій — в Нью-Йорку (США), співає в дуеті «Люба і Микола» і вже недавно святкувала 10-річчя дуету.

## Наш час
У 2000 році при Львівській музичній академії ім. М. Лисенка Оксаною Герасименко було створено Квартет бандуристок «Львів'янки». Квартет у складі Наталії Ференц, Лесі Нікітіної, Ірини Григорчук та Олени Кушнір під керівництвом Оксани Герасименко у 2001 році став дипломантом Міжнародного конкурсу ім. Г. Хоткевича (Харків), а вже у 2003 році - лауреатом Національного конкурсу ім. Г. Китастого (Київ).
У 2004 році колектив вже в оновленому складі (Наталію Ференц замінила Тетяна Ковальчук) став лауреатом ІІІ-го Міжнародного конкурсу ім. Г. Хоткевича (Харків). У цьому ж році дівчата стали солістками Львівської обласної філармонії.
У 2005 році у складі квартету знову відбулися зміни - Тетяну Ковальчук замінила Оксана Коломієць, яка стала незмінною учасницею колективу вже понад 18 років. 
У 2007 році "Львів'янки" вже в цьому новому складі стали лауреатами IV-го Міжнародного конкурсу ім. Г. Хоткевича (Харків).
У репертуарі квартету - твори та переклади українських і зарубіжних композиторів, а також популярна музика та обробки народних пісень.
Квартет з незмінним успіхом концертує по Україні, а також у Польщі, Німеччині, Австрії, Угорщині та Чехії популяризуючи бандуру та українську музику.
Протягом своєї творчої діяльності квартет постійно співпрацює з провідними оркестрами, колективами та солістами, бере участь у найрізноманітніших проектах та імпрезах, є постійним учасником відзначення урядових та державних свят. Виступи колективу завжди збирають численну аудиторію та прихильні рецензії критиків.
У січні 2011 року солістки Львівської обласної філармонії квартет бандуристок "Львів'янки" у складі Оксани Коломієць, Лесі Стефанко, Ірини Григорчук та Олени Ніколенко відзначили свій перший поважний ювілей - 10-ти ліття творчої діяльності. 
У доробку квартету:
аудіоальбом "Калино, покровителько любові" (Студія "Мелос", реж. Б. Стефура, 2001)
компакт-диски: "Львів'янки" (студія "Кантилена", реж. Ю. Антонюк, 2004);
"Скарби душі" (Студія "Мелос", реж. Б. Стефура, 2006);
"Amabile" (Студія "Мелос", реж. Б. Стефура, 2010)
6 березня 2019 року Указом Президента України №58/2019 присвоєно звання "ЗАСЛУЖЕНИЙ АРТИСТ УКРАЇНИ" учасникам квартету КОЛОМІЄЦЬ Оксані Валеріївні, НІКОЛЕНКО Олені Іванівні, ПЛАХТІЙ Ірині Василівні та СТЕФАНКО Лесі Петрівні 